# Північне (Покровський район)
Північне (до 2024 року — Сєверне) — селище Очеретинської селищної громади Покровського району Донецької області, в Україні.

## Загальні відомості
Відстань до Ясинуватої становить близько 17 км і проходить автошляхом місцевого значення.

## Назва
Сєверне було найпівнічнішим (рос. — северным) населеним пунктом совхозу, який також працював у Пісках та Водяному.
10 квітня 2024 року Комітет Верховної Ради України з питань організації державної влади, місцевого самоврядування, регіонального розвитку та містобудування підтримав перейменування селища на Північне.

## Населення
За даними перепису 2001 року населення селища становило 153 особи, з них 15,03 % зазначили рідною мову українську та 84,97 %— російську.
На квітень 2018 року у селі залишалось жити близько 40 людей.

## Новітня історія
22 січня 2015 року у бою під Сєверним смертельного поранення зазнав старший прапорщик 95-ї бригади Віталій Мазур.
У ході боїв під час російського вторгнення до України Збройні сили України 27 лютого 2024 року відійшли від села.